# 杨晋墓
杨晋墓，位于中国江苏省苏州常熟市虞山北麓玉蟹泉附近。1728年，“画圣”王翚（1632─1717）的入室弟子、画家杨晋（1644—1728）葬于此处。杨晋墓占地面积146平方米，神道长10余米。1982年，杨晋墓公布为常熟市文物保护单位。